# Aku Korhonen
Aku Korhonen (29 de diciembre de 1892-5 de septiembre de 1960) fue un actor teatral y cinematográfico finlandés. 

## Biografía

### Inicios
Su nombre completo era  August Aleksander Korhonen, y nació en la actual Priozersk, Rusia, en aquel momento parte de Finlandia, siendo su padre Kalle Korhonen (1857-1931), que perdió la vista cuando Aku tenía dos años de edad. Ante esto, y con una familia de once hijos, a los 8 años de edad Aku se mudó a Joensuu para ser criado por sus padrinos.
Siguiendo los deseos de sus padres, Korhonen empezó a estudiar farmacia en Kurkijoki, pero su afición por el teatro le llevó a sumarse a la gira Suomen Näyttämö en 1914, a los 22 años. La gira tuvo poco éxito, y la empresa quebró en la siguiente primavera, por lo que Korhonen solicitó trabajar en el Teatro de Tampere, recalando más tarde como ayudante y como actor en el Kaupunginteatteri de Víborg. En 1918, durante la Guerra civil finlandesa, Korhonen luchó en la Batalla de Víborg formando parte de la Guardia Blanca.

### Carrera teatral
Sus primeros papeles teatrales en Víborg fueron modestos, pero de manera gradual fue demostrando su capacidad de interpretación, siendo su primera actuación relevante el papel de Göran Persson en la obra Kustaa Vaasa.
Korhonen se pasó al Kansanteatteri de Helsinki en el año 1922, cuando ya se había labrado una buena reputación como actor. Tras un par de años en dicho teatro, empezó a actuar en el Teatro Nacional de Finlandia, trabajando en el mismo un total de 33 años consecutivos. Entremedias, trabajó dos años en Víborg bajo la dirección de Eino Jurkka. Allí, Korhonen celebró sus primeros diez años como actor con la obra de Victorien Sardou Rouva Suorasuu, en la que encarnaba a Napoleón. También representó con éxito, bajo la dirección de Jurkka, Peer Gynt.
Entre sus éxitos en el Teatro Nacional figuran los papeles de Bachelet en Kunnian kauppiaat, Corbaccio en Volpone, el personaje principal en la pieza de Marcel Pagnol Topaze, Pablo I de Rusia en Itsevaltiaan kuolema, y Sid en la obra de Eugene O’Neill Ah, Wilderness!. Este papel lo interpretó por segunda vez, pasados 23 años, en la celebración de su 45.º aniversario como actor. Su última obra teatral fue Swedenhielmit, bajo la dirección de Arvi Kivimaa, en la cual encarnaba a Eriksson.

### Cine

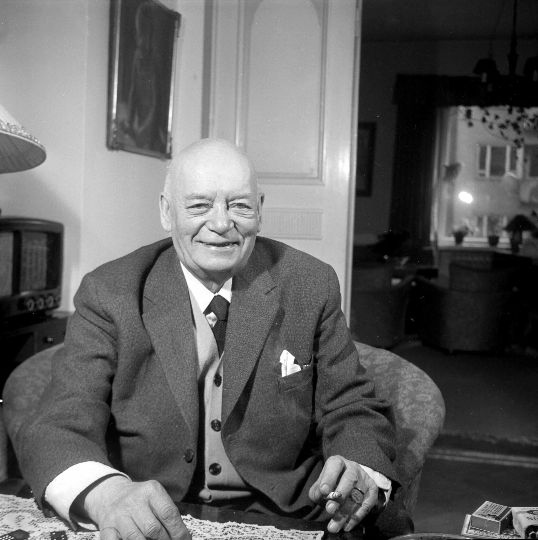
Aku Korhonen en 1958

Aku Korhonen actuó en un total de 76 películas. Debutó con la producción muda de 1924 Suursalon häät. Después trabajó en dos películas de Carl von Haartman, Korkein voitto (1929) y Kajastus (1930). En esa época la crítica lo consideraba un intérprete de personajes malvados, aunque su repertorio se diversificó a mediados de los años 1930 con papeles más humanos en películas del género de la comedia escritas por Yrjö Soini, entre ellas Asessorin naishuolet (1937).
Korhonen encarnó al personaje cómico Lapatossu en tres películas, la primera de ellas rodada en 1937. La serie hubo de ser finalizada tras la muerte del segundo actor principal, Kaarlo Kartio. Sin embargo, Korhonen siguió interpretando al personaje fuera del cine, especialmente durante la Guerra de invierno y la Guerra de continuación, trabajando en espectáculos para los soldados y en la radio. Lapatossu fue una de las figuras más populares del mundo del espectáculo en el período bélico, pero tras el fin de las hostilidades Korhonen no volvió a retomar el personaje.
Otras películas conocidas de Korhonen fueron Pohjalaisia (1936), Tulitikkuja lainaamassa (1938) y Särkelä itte (1947). Sus papeles más serios, habitualmente de profesores, médicos, jueces y similares, aparecieron en cintas como Jumalan tuomio (1939), Tuomari Martta (1943) y Yövartija vain... (1940).
Aku Korhonen fue también uno de los protagonistas de la película basada en un texto de Mika Waltari Vieras mies tuli taloon (1938), repitiendo el papel en 1957 con Vieras mies, actuación que le valió un Premio Jussi. Fue su última película, pues para entonces ya estaba gravemente enfermo.
Korhonen otros Premios Jussi por su trabajo en películas dramáticas: en 1948 lo recibió por Pikajuna pohjoiseen (1947) y Laitakaupungin laulu (1948); en 1953 por su papel de Savela Eetuna en Sillankorvan emäntä. Además, por su trayectoria artística, Korhonen fue premiado con la Medalla Pro Finlandia en 1948.

### Vida privada
Korhonen tuvo una buena amistad con el poeta Aaro Hellaakoski, que amplió su visión artística.
Aku Korhonen se casó tres veces, siendo su primera esposa la actriz y directora Saima Korhonen. No tuvo hijos. Falleció en Helsinki tras una larga enfermedad en 1960, a los 67 años de edad.

## Filmografía
- 1924 : Suursalon häät
- 1929 : Korkein voitto
- 1930 : Kajastus
- 1931 : Tukkipojan morsian
- 1933 : Sininen varjo
- 1934 : Helsingin kuuluisin liikemies
- 1936 : Onnenpotku
- 1936 : Kaikenlaisia vieraita
- 1924 : Pohjalaisia
- 1937 : Asessorin naishuolet
- 1937 : Lapatossu
- 1938 : Rykmentin murheenkryyni
- 1938 : Vieras mies tuli taloon
- 1938 : Tulitikkuja lainaamassa
- 1938 : Olenko minä tullut haaremiin
- 1938 : Nummisuutarit
- 1939 : Halveksittu
- 1939 : Jumalan tuomio
- 1939 : Takki ja liivit pois!
- 1939 : Lapatossu ja Vinski Olympia-kuumeessa
- 1939 : Helmikuun manifesti
- 1939 : Pikku pelimanni
- 1940 : Suotorpan tyttö
- 1940 : SF-paraati
- 1940 : Tavaratalo Lapatossu & Vinski
- 1940 : Yövartija vain...
- 1941 : Täysosuma
- 1941 : Jos oisi valtaa...
- 1942 : Onni pyörii
- 1942 : Uuteen elämään
- 1942 : August järjestää kaiken
- 1943 : Tuomari Martta
- 1943 : Valkoiset ruusut
- 1944 : Vaivaisukon morsian
- 1944 : Nainen on valttia
- 1945 : Ristikon varjossa
- 1945 : Rakkautensa uhri
- 1945 : Matkalla seikkailuun
- 1946 : Kirkastuva sävel
- 1947 : Kuudes käsky
- 1947 : Pikajuna pohjoiseen
- 1947 : Särkelä itte
- 1948 : Laitakaupungin laulu
- 1949 : Pikku pelimannista viulun kuninkaaksi
- 1949 : Prinsessa Ruusunen
- 1950 : Orpopojan valssi
- 1950 : Amor hoi!
- 1950 : Köyhä laulaja
- 1950 : Tapahtui kaukana
- 1951 : Lakeuksien lukko
- 1951 : Sadan miekan mies
- 1951 : Neljä rakkautta
- 1952 : Noita palaa elämään
- 1953 : Sillankorvan emäntä
- 1953 : Me tulemme taas
- 1954 : Kun on tunteet
- 1954 : Taikayö
- 1954 : Morsiusseppele
- 1954 : Rakastin sinua, Hilde
- 1954 : Leena
- 1955 : Onni etsii asuntoa
- 1955 : Minä ja mieheni morsian
- 1955 : Tähtisilmä
- 1955 : Kukonlaulusta kukonlauluun
- 1955 : Lähellä syntiä
- 1956 : Silja – nuorena nukkunut
- 1957 : Musta rakkaus
- 1957 : Vieras mies